# Pale Shelter
Pale Shelter är en låt av den brittiska gruppen Tears for Fears.
Skriven av Roland Orzabal och sjungen av Curt Smith gavs en första version av låten  ut som gruppens andra singel 1982, men den blev ingen framgång. Efter succén med singlarna Mad World och Change gavs låten ut som singel på nytt i en ny version från albumet The Hurting 1983 och nådde då 5:e plats på brittiska singellistan. Efter de stora framgångarna med albumet Songs from the Big Chair 1985 återutgavs originalversionen som singel och gick då in på 73:e plats på singellistan.
B-sidan på singeln från 1982, The Prisoner, är en elektronisk och experimentell låt inspirerad av Peter Gabriels låt Intruder, och spelades liksom Pale Shelter in i en ny version till The Hurting. B-sidan på singeln från 1983, We Are Broken, är en tidig version av låten Broken på Songs from the Big Chair. 

## Utgåvor
7": Mercury / IDEA2 (Storbritannien)
1. "Pale Shelter (You Don't Give Me Love)" (3:55)
2. "The Prisoner" (2:40)

12": Mercury / IDEA212 (Storbritannien)
1. "Pale Shelter (You Don't Give Me Love) [Extended]" (6:25)
2. "Pale Shelter (You Don't Give Me Love)" (3:55)
3. "The Prisoner" (2:40)

7": Mercury / IDEA5 (Storbritannien, Irland)/ 812 108-7 (Australien, Europa)
1. "Pale Shelter [Album Version]" (4:08)
2. "We Are Broken" (4:03)

12": Mercury / IDEA512 (Storbritannien) / 812 108-1 (Europa)
1. "Pale Shelter [New Extended Version]" (6:41)
2. "Pale Shelter [Album Version]" (4:14)
3. "We Are Broken" (4:03)

| 7": Vertigo / SOV 2328 (Kanada) 1. "Pale Shelter [Canadian Single Version]" (3:57) 2. "We Are Broken" (4:03) 2x7": Vertigo / SOVD 2328 (Kanada) 1. "Pale Shelter [Canadian Single Version]" (3:57) 2. "We Are Broken" (4:03) 3. "Mad World [World Remix]" (3:30) 4. "Ideas As Opiates [Original Version]" (3:54) 12": Vertigo / SOVX 2328 (Kanada) 1. "Pale Shelter (You Don't Give Me Love) [Extended]" (6:25) 2. "We Are Broken" (4:03) |